# Réseau mondial des usagers et survivants de la psychiatrie
Le Réseau mondial des usagers et survivants de la psychiatrie ou WNUSP est une organisation représentant et dirigée par des personnes se définissant comme « survivantes de la psychiatrie », et présente dans plusieurs pays.

## Histoire
Le Réseau a été fondé en 1991 par Mary O'Hagan en partenariat avec la Fédération mondiale de santé mentale.

## Principes
Les personnes « survivantes de la psychiatrie », ayant expérimenté la folie ou des troubles psychiques, considèrent avoir survécu au processus de la psychiatrie, c'est-à-dire en reconnaissant que ces expériences d'enfermement et de traitements forcés étaient délétères et dangereuses.
Ce réseau soutient les droits de l'homme et les droits du handicap pour les personnes avec maladie mentale ainsi que l'application des principes d'égalité et d'auto-détermination.

## Membres
Des membres notables incluent Judi Chamberlin, activiste et militante[pas clair], Peter Lehmann, représentant de l'anti-psychiatrie humaniste, David Oaks, fondateur de MindFreedom International et Tina Minkowitz, avocate dans l'État de New York.

## Actions
Le Réseau est intervenu activement dans la Convention relative aux droits des personnes handicapées (CDPH) et considère comme une victoire l'acquisition de la capacité juridique pour les personnes avec troubles mentaux, considérée comme égale à celle des autres citoyens, permettant d'accepter ou de refuser un traitement ou une hospitalisation, et admettant que le fait de déléguer à un soignant ou à un tuteur ce droit constitue une violation (article 12), mettant ainsi en cause le système de la tutelle pour les personnes avec handicap psychique.
Le Réseau a contribué au développement des lois internationales concernant la torture et les personnes en situation de handicap, fournissant une expertise pour le Haut-commissariat des Nations Unies aux droits de l'homme ainsi que le Rapporteur spécial des Nations Unies sur la torture.
Lors d'une conférence tenue en juin 2007 à Dresde par l'Association mondiale de psychiatrie au sujet de la coercition en psychiatrie, le Réseau, en partenariat avec MindFreedom International, fait intervenir Dorothea Buck, écrivain allemande diagnostiquée schizophrène à l'âge de 19 ans et stérilisée de force par les Nazis, afin de parler de la violence psychiatrique en Allemagne nazie. 
En mars 2011, le Réseau a produit un document concernant les implications de la CDPH sur les traitements forcés en psychiatrie, dans la lignée d'une période ou la masse critique pousse les organismes internationaux tels que l'Organisation mondiale de la santé à émettre davantage de recommandations, de régulations et de politiques concernant l'application de la CDPH. 

### Relativement à lapandémie de COVID-19
Le Réseau mondial des usagers et survivants de la psychiatrie a cosigné, avec plusieurs autres réseaux et associations de personnes avec troubles psychosociaux, une déclaration mettant en évidence un risque accru de contracter le coronavirus dû aux privations de liberté dans le structures et hôpitaux psychiatriques, mais aussi les institutions d'aide sociale, les maisons de vagabondage, les « refuges » non réglementés et informels, les prisons et les établissements pénitentiaires, où ils ne peuvent exercer une distanciation sociale selon leur volonté et leurs préférences. 
Il est aussi question de la possibilité de développer des symptômes plus sévères à cause d'une mauvaise alimentation, des soins de santé et des conditions sanitaires médiocres, à l'absence de domicile fixe, notamment chez les enfants et les personnes âgées souffrant de handicaps psychosociaux, des conséquences à long terme des violences et des abus physiques, psychologiques et sexuels, en particulier à l'encontre des femmes souffrant de handicaps psychosociaux, la réticence à accéder au système de santé en raison d'expériences de discrimination, de mépris, de négligence, de violence et de traumatisme dans ce système, des problèmes de santé sous-jacents tels que le diabète et l'hypertension provoqués ou exacerbés par des médicaments psychiatriques, souvent administrés contre la volonté des personnes ou avec leur consentement forcé.
Ces associations dénoncent les conséquences de l'institutionnalisation des personnes handicapées (voir désinstitutionnalisation), le non-respect par les Etats de la Convention relative aux droits des personnes handicapées, et demandent l'arrêt de la pratique de l'hospitalisation sans consentement (voir aussi traitement involontaire) sous un tel régime de crise, étant donné que les vulnérabilités mises en évidence pendant la pandémie l'ont été en raison de la discrimination structurelle, de la législation discriminatoire et des pratiques d'exclusion et de violence tant dans les communautés que dans les établissements de soins médicaux et sociaux.

### Réseau européen des usagers et des survivants de la psychiatrie
Le Réseau européen des usagers et survivants de la psychiatrie (ou ENUSP) intervient aux côtés d'autres associations afin de dénoncer les dérives du système psychiatrique en France et dans d'autres pays européens.